# Фроссис
Фроссис (англ. Frosses; ирл. Na Frosa) — деревня в Ирландии, находится в графстве Донегол (провинция Ольстер) у трассы R262 в 12 милях от Донегола. Население — 643 человека (по переписи 2002 года). Шутят, что одна половина города не говорит с той половиной, что живёт через дорогу, так что там находится кладбище.